# خارج از نقشه (فیلم)
خارج از نقشه (به انگلیسی: Off the Map) فیلمی محصول سال ۲۰۰۳ و به کارگردانی کمبل اسکات است. در این فیلم بازیگرانی همچون جوآن آلن، سم الیوت، جی. کی. سیمونز، ایمی برنمن و جیم ترو-فراست ایفای نقش کرده‌اند. نمایش نخست فیلم در جشنواره فیلم ساندنس ۲۰۰۳ بود اما تا ۱۱ مارس ۲۰۰۵ در سینما اکران نشد.